# Carl Erik Stenberg
Carl Erik Stenberg, född den 7 juli 1803 i Umeå, död den 11 augusti 1880 i Haparanda, var en svensk häradshövding.

## Biografi
Carl Erik Stenberg växte upp i en intellektuell prästgårdsmiljö på Backen i Umeå landsförsamling; hans far var Pehr Stenberg och modern var syster till justitiekansler Jonas Gustaf Turdfjæll.
Efter gymnasiestudier i Härnösand blev Stenberg student vid Uppsala universitet i mars 1824, där han avlade hovrättsexamen den 1 december 1826 och kameralexamen den 8 december 1826. Han blev auskultant i Svea hovrätt samma år, vice auditör vid Västerbottens regemente den 2 juni 1828 och ordinarie auditör där den 13 december 1828. Den 24 juli 1829 blev Carl Erik Stenberg borgmästare i Piteå stad och häradshövding i Norrbottens norra domsaga den 6 maj 1843, vilken då var landets största och nordligaste. Från 1876 delades domsagan. Stenberg behöll Torneå domsaga, där han tog avsked 1878. Han blev riddare av Nordstjärneorden 1875.
Stenberg var gift med Maria Ottonius, som var dotter till länets lanträntmästare Jonas Wilhelm Ottonius. Familjen bodde på pården Lugnet som Stenberg köpt av företrädaren Zacharias Dahl. Av makarnas 14 barn var sonen Gustaf  Stenberg vice häradshövding i samma domsaga som fadern. Carl Erik Stenberg var bror till förste lantmätaren Gustaf Stenberg.